# Xicala
Xicala är en ort i Mexiko.   Den ligger i kommunen Zoquitlán och delstaten Puebla, i den sydöstra delen av landet, 250 km sydost om huvudstaden Mexico City. Xicala ligger 2 112 meter över havet och antalet invånare är 420.
Terrängen runt Xicala är kuperad åt sydväst, men åt nordost är den bergig. Runt Xicala är det ganska tätbefolkat, med 72 invånare per kvadratkilometer. Närmaste större samhälle är Coxcatlán, 15,6 km sydväst om Xicala. I omgivningarna runt Xicala växer i huvudsak blandskog.